# Касым, Лейла
Лейла Касым (Касим, курд. لەیلا قاسم; 
1952 — 12 мая 1974) — курдская активистка, была обвинена в попытке покушения на Саддама Хусейна и казнена в Багдаде. Считается одной из национальных мучениц курдов.

## Ранние годы
Она была третьей из пяти детей в семье курдских крестьян Далахо и Дани Касым. Она родилась в Ханакине, но переехала с семьёй в Эрбиль, когда ей было четыре года. Касимы жили в крайней бедности. Лейла и её брат Чийяко уже в детстве переняли от матери знание арабского языка и навыков сельского хозяйства.

## Политическая активность
Когда Лейле исполнилось 16 лет, Абд ар-Рахман Ариф был свергнут партийным деятелем баасистов, генералом Ахмадом Хасаном Аль-Бакром. В конце 1960-х годов Лейла и Чийяко составляли памфлеты о жестокостях новой власти, в том числе нового лидера Саддама Хусейна, которого считали рьяным противником курдской независимости.

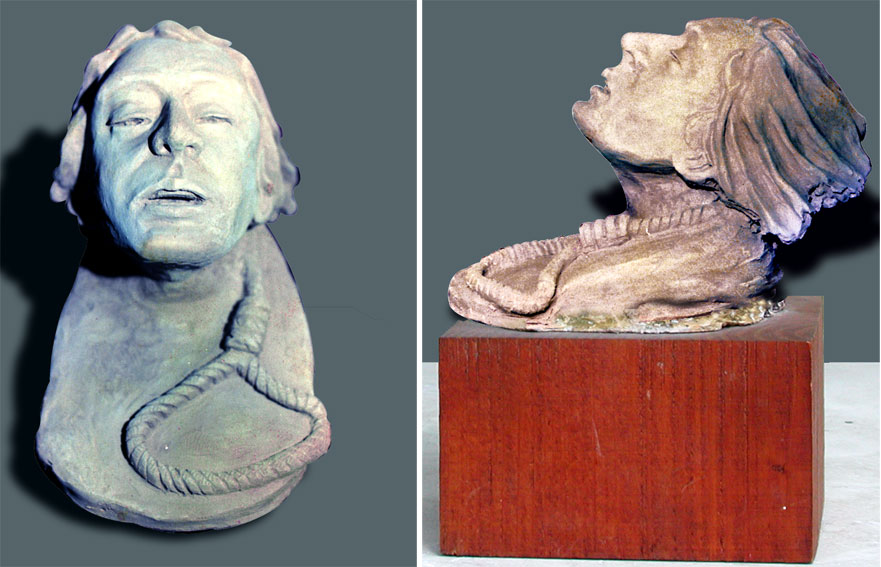
Работа скульптора Зоро Меттини

В 1970 году она вступила в Союз студентов Курдистана и Демократическую партию Курдистана
В 1974 году Лейла Касым, учащаяся в Багдадском университете, была обвинена в попытке покушения на Саддама Хусейна. Её арестовали, пытали и в конечном итоге повесили в Багдаде 12 мая 1974 года после длительного показательного судебного процесса, транслируемого по территории Ирака.